# Allobates magnussoni
Allobates magnussoni é uma espécie de anfíbio da família Aromobatidae. Endêmica do Brasil, pode ser encontrada apenas no estado do Pará na bacia do rio Tapajós, ao sul do rio Amazonas.